# Gǀwi jezik
Gǀwi jezik (ǀgwi, dcui, gcwi, gǀwi, gǀwikhwe, gǃwikwe; ISO 639-3: gwj), jezik kojsanske porodice, uže skupine tshu-khwe, kojim govori oko 2 500 ljudi u Bocvani (2004 R. Cook). U distriktu Kweneng govori se u selima Dutlwe, Serinane, Takotokwane, Kautwane, Khekhenye, Letihakeng, Morwamosu i Tsetseng, i u distriktu Ghanzi u selima New Xade, East Hanahai i Kacgae.
S jezikom naro [nhr], čini jugozapadnu podskupinu. Dijalekt: khute

## Vanjske poveznice
- Ethnologue (14th)
- Ethnologue (15th)